# Estación Vicente López
Vicente López es una estación ferroviaria ubicada en la localidad homónima, en el partido homónimo, Provincia de Buenos Aires, Argentina.

## Ubicación
La estación se encuentra sobre la Avenida del Libertador al 900, partido de Vicente López, a 1000 m de la Avenida General Paz, límite con la ciudad de Buenos Aires.

## Servicios
Es una estación intermedia del servicio eléctrico metropolitano de la Línea Mitre Ramal Tigre, que se presta entre las estaciones Retiro y Tigre y es operada por Trenes Argentinos Operaciones.